# Nephrotoma tumidiverticalis
Nephrotoma tumidiverticalis är en tvåvingeart som beskrevs av Alexander 1930. Nephrotoma tumidiverticalis ingår i släktet Nephrotoma och familjen storharkrankar. Inga underarter finns listade i Catalogue of Life.